# Johannes Emundi Wettrenius
Johannes Emundi Wettrenius, född 14 augusti 1685, död 22 augusti 1719 i Svanshals socken, Östergötlands län, var en svensk präst i Svanshals församling.

## Biografi
Johannes Wettrenius föddes 14 augusti 1685. Han var son till kyrkoherden Emundus Johannis Wettrenius och Anna Ekerman i Höreda socken. Wettrenius blev 1704 student vid Uppsala universitet, Uppsala och tog 1713 magistern vid universitet. Han prästvigdes 1714 och blev samma år kyrkoherde i Svanshals församling, Svanshals pastorat. Han avled 22 augusti 1719 i Svanshals socken.

### Familj
Wettrenius gifte sig 1714 med Catharina Broms. Hon var dotter till lektorn Petrus Broms och Helena Pontin i Linköping. Catharina Broms hade tidigare varit gift med kyrkoherden Nicolaus Nicolai Stenhammar i Svanhals socken. De fick tillsammans barnen Anna, Johan Magnus och två barn.